# Южный кечуа
Южный кечуа, или просто кечуа (исп. quechua sureño, Qhichwa) — наиболее распространённый из всех региональных языковых группировок, где между диалектами существует взаимопонятность в кечуанской языковой семье, с общей численностью говорящих около 5 500 000 человек. Он также наиболее широко распространённый язык коренного народа на всей территории Нового Света. Термин южный кечуа относится к формам кечуа, на котором говорят в регионах Анд к югу о линии примерно от востока до запада между городами Уанкайо и Уанкавелика в Центральном Перу. Включает разновидности кечуа, распространённые в регионах Аякучо, Куско и Пуно в Перу, в большей части Боливии и в частях северо-запада Аргентины. Наиболее широко распространёнными разновидностями кечуа являются южно-боливийский, кусканский, аякучанский и пунский.

## Диалекты
Диалектами кечуа являются аякучанский, кусканский, пунский, северо-боливийский, южно-боливийский, аргентинский в Аргентине расходится и, кажется, он получается из смеси диалектов, в том числе южно-боливийского.
Наиболее заметное различие между аякучанским и другими диалектами в том, что там не хватает придыхательных (tʃʰ, pʰ, tʰ, kʰ, qʰ) и абруптивных групп взрывных согласных. Другие разновидности Боливии и Южного Перу, взятые вместе, были названы как куско-кольяо (Qusqu-Qullaw); однако, она немонолитная. Например, боливийский кечуа отличается от кусканского и аякучанского морфологически, в то время как северо-боливийский кечуа фонологически довольно консервативен по сравнению с южно-боливийским и кусканским, так что нет бифуркации между ачкучанским и куско-кольяо.
В аргентинском кечуа также отсутствуют придыхательные и абруптивные группы согласных, но это было отличительным развитием в Аргентине. Это также подтверждает, что есть остаток s-š, который в противном случае был потерян в южном кечуа, предполагая, что есть элементы других разновидностей кечуа на этом фоне.

## Стандартный кечуа
Перуанский лингвист Родольфо Серрон-Паломино разработал стандартную орфографию для того, чтобы она была жизнеспособной для всех различных региональных форм кечуа, которые опускаются под общим термином южный кечуа. Эта орфография является компромиссом консервативных функций произношения в различных регионах, где говорят на формах южного кечуа. Она была принята многими учреждениями в Перу и Боливии, а также используется на страницах Википедии на кечуа, и корпорации Microsoft в своих переводах программного обеспечения на кечуа.
| Аякучанский | Кусканский | Стандартный | Перевод                  |
| ----------- | ---------- | ----------- | ------------------------ |
| upyay       | uhay       | upyay       | «пить»                   |
| utqa        | usqha      | utqha       | «быстро»                 |
| llamkay     | llank’ay   | llamk’ay    | «работать»               |
| ñuqanchik   | nuqanchis  | ñuqanchik   | «мы (включающий в себя)» |
| -chka-      | -sha-      | -chka-      | (прогрессивный суффикс)  |
| punchaw     | p’unchay   | p’unchaw    | «день»                   |

В Боливии используется такой же стандарт, за исключением «j», который используется вместо «h» для звука [h] (как в испанском языке).
Следующие буквы используются из унаследованного словаря кечуа и заимствованных слов из аймара:
a, ch, chh, ch', h, i, k, kh, k', l, ll, m, n, ñ, p, ph, p', q, qh, q', r, s, t, th, t', u, w, y.
Вместо «sh» (появляется в северных и центральных разновидностях кечуа) используется «s».
Вместо «ĉ» (появляется в хунинском, кахамарканском и ламбаекенском диалектах) используется «ch».
Следующие буквы используются в заимствованных словах из испанского и других языков (не из аймара): b, d, e, f, g, o.
Буквы e и o не используются в родных словах кечуа, потому что соответствующие звуки являются просто аллофонами i и u, которые предсказуемо появляются рядом с буквами q, qh и q'. Это правило применяется к официальной орфографии кечуа для всех разновидностей в целом. Таким образом, правописание <qu> и <qi> произносится как [qo] и [qe].
Эти буквы появляются только в именах собственных и словах, взятых из испанского языка: c, v, x, z; j (в Перу; в Боливии используется вместо h).